# Anca Parghel
Anca Parghel (ur. 16 września 1957 w Kimpulungu Mołdawskim, zm. 5 grudnia 2008 w Timișoara) – rumuńska wokalistka, pianistka, kompozytorka jazzowa oraz nauczycielka muzyki.

## Życiorys
Od 1984 roku brała udział w wielu festiwalach jazzowych w kraju i za granicą, występując między innymi w Bukareszcie, Sybinie, Lipsku, Warszawie, Wiedniu, Monachium, Zagrzebiu czy Bratysławie.
Swoją pierwszą płytę Tinerii dansează wydała w 1986. Łącznie nagrała 15 solowych albumów muzycznych.

## Dyskografia[3][4]
- Tinerii dansează (1986)
- Soul, My Secret Place (1987)
- Magic Bird (razem z Mircea Tiberian; 1990)
- Indian Princess (1990)
- Octet Ost (1990)
- Ron und Tania (1991)
- Is That So? (1992)
- Airballoon (1992)
- Beautiful Colours (1993)
- Carpathian Colours (1994)
- Jazz, My Secret Soul 1994)
- Noapte albă de crăciun/White Christmas Night (1994)
- Indian Princess (1995)
- Midnight Prayer (1996)
- Primal Sound (1999)
- Zamorena (razem z Tom Boxer; 2008)